# Дезеронто (Онтарио)
Дезеронто (енгл. Deseronto) је градић у Канади у покрајини Онтарио. Према резултатима пописа 2011. у граду је живело 1.835 становника.

## Становништво
Према резултатима пописа становништва из 2011. у граду је живело 1.835 становника, што је за 0,6% више у односу на попис из 2006. када је регистровано 1.824 житеља.
| 2006. | 2011. |
| ----- | ----- |
| 1.824 | 1.835 |